# Reniforma strues
Reniforma strues är en svampart som beskrevs av Pore & Sorenson 1990. Reniforma strues ingår i släktet Reniforma, ordningen Microbotryales, klassen Microbotryomycetes, divisionen basidiesvampar och riket svampar.   Inga underarter finns listade i Catalogue of Life.